# High Forge
High Forge – osada w Anglii, w hrabstwie Durham. Leży 13 km na północ od miasta Durham i 388 km na północ od Londynu.